# Литовские интердиалекты
Лито́вские интердиале́кты — языковые формации литовского языка, близкие по типу к разговорным койне, сформировавшиеся в дописьменную эпоху в городах Литвы. Выделяют жемайтский и аукштайтский интердиалекты, также называемые как «жемайтский язык» и «аукштайтский язык», или «литовский язык». Эти термины исторических языковых формаций не следует путать с названиями современных литовских наречий, жемайтским и аукштайтским.
Жемайтский интердиалект был распространён в центральных и восточных районах Жемайтского княжества (на территории средней низменности современной Литвы, к западу от реки Нявежис). В его основе лежал прадиалект западных аукштайтов. Аукштайтский интердиалект был распространён в Вильнюсском крае. Его основой был прадиалект восточных аукштайтов.
Литовские интердиалекты различались по целому ряду признаков, в числе которых были:
1. Различие в рефлексах пралитовских гласных *ą, *ę и тавтосиллабических an, am, en, em. В жемайтском языке эти гласные сохранились (с последующей деназализацией носовых в дописьменный период): rankà «рука»; kam̃pas «угол»; žąsìs «гусь». В аукштайтском произошли переходы данных гласных *ą > ų, *ę > į (с последующей деназализацией) и переходы тавтосиллабических an > un, am > um, en > in, em > im: runkà (совр. лит. литер. rankà); kum̃pas (совр. лит. литер. kam̃pas).
2. Различие в произношении рефлекса пралитовской гласной *ā. В жемайтском языке она произносилась узко как [o], в аукштайтском — как [ɔ], её узкое произношение в аукштайтском сформировалось сравнительно поздно.
3. Различие в развитии согласных, в том числе l перед гласными типа [ɛ]. В жемайтском языке l осталась твёрдой, смягчение остальных согласных происходило непоследовательно (łẽdas «лёд», позже łãdas). В аукштайтском произошла веляризация l перед гласными типа [ɛ] (łãdas «лёд», в совр. лит. литер. lẽdas), смягчение остальных согласных происходило относительно последовательно.
4. Различие в произношении аффрикат č, dž. В аукштайтском языке они произносились как [c], [dz], либо отмечалось смешение этих согласных.

В дальнейшем, начиная с XVI века, интердиалекты послужили основой для формирования письменных вариантов старолитовского языка. Жемайтский язык к XVI—XVII векам стал основой для среднего варианта письменного языка, развивавшегося на востоке Жемайтии в области с центром в Кедайняе. В Вильнюсском крае, в городах которого сложился аукштайтский язык, к XVI—XVII векам стал развиваться восточный вариант письменного старолитовского языка.